# Paczolay Károly
Paczolay Károly (Budapest, 1908. június 12. – 1968. március 19.) magyar labdarúgó, edző.

## Életpályája

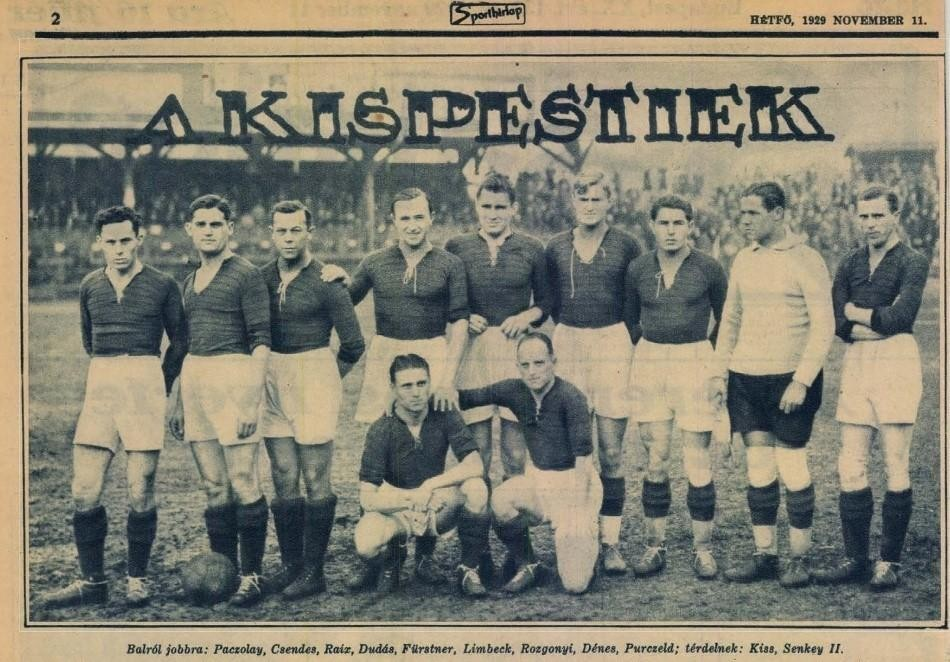
Kispesten, 1929. november 11-én

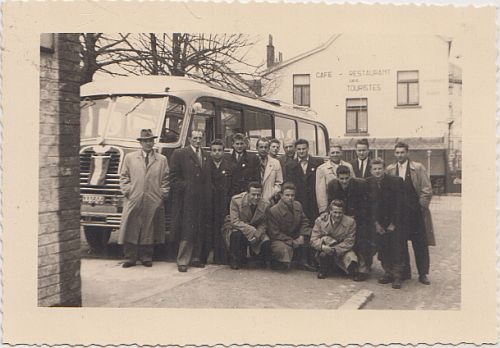
Az 1953 EB U18 győztes csapata: Álló sor balról: Sebes Gusztáv, Mándi Gyula, Pál Tibor, Tichy Lajos, Sebes Gusztáv, Irtási Ferenc, Hajdú László, Dr. Keisz, Nagymáté István, Paczolay Károly (edző), Nagy Imre, Monok Ferenc, Szabó László, Rajna Károly. Guggolnak: Balogh István, Szimcsák II. László, Várhidi Pál (kapus).

A BTK-ban és a KAC-ban játszott jobbszélsőt, majd amikor abbahagyta a játékot, hosszú éveken át edzősködött. Éveket töltött el a Bp. Honvédban. Az UEFA-tornát nyert ifjúsági válogatottnak edzője volt és több budapesti ifjúsági válogatott csapatnál is tevékenykedett. Élete utolsó érveiben a Bp. Honvéd központjában dolgozott. 
Paczolay Károly a Kispest AC, a Nemzeti SC és a Salgótarjáni SE csapataiban 100 NB I-es mérkőzésen 16 gólt szerzett.  A magyar ifjúsági válogatott 1953-ban vett részt a FIFA által rendezett Nemzetközi Ifjúsági Tornán (1956-tól UEFA-torna, 1981-től EB). A Belgiumban lebonyolított sorozaton a magyar csapat veretlenül, kapott gól nélkül végzett az első helyen. A magyar csapat mérkőzései: 
- Magyarország–Svájc: 4-0,
- Magyarország–Írország: 4-0,
- Magyarország–Törökország: 2-0,
- Magyarország–Jugoszlávia: 2-0.

## Családja
- Szülei: Paczolay János és Lukácsi Rozália voltak. 1936. június 7-én, Budapesten házasságot kötött Waser Friderikával.[2]